# Rod (biologie)
Rod (latinsky genus) je naddruhový taxon, tj. je vyšší než druh. Vyšším taxonem než rod je čeleď. Rod patří mezi taxony základní (druh, rod, čeleď, řád…), spadá do hierarchické linnéovské klasifikace s přesně vymezenými kategoriemi taxonů a principem nadřazenosti a podřazenosti.

## Charakteristika
Rod zahrnuje příbuzné, geneticky blízké druhy na základě zkoumání podobnosti:
- u rostlin a nižších živočichů – podobnosti květů nebo pohlavních orgánů,
- u vyšších živočichů – podobnosti kosterního aparátu.

Je-li u prověřovaných organismů zjištěn dostatečný počet shodných znaků které ukazují na společný původ, (tj. organizmy jsou monofyletické), jsou zařazeny do stejného rodu.
Pokud se nenajdou dva druhy, které by podle výše uvedeného zjišťování mohly vytvořit společný rod, vytvoří se rod jen pro jediný druh. Takovýto rod se nazývá monotypický.

## Vědecké jméno
Pro každý rod existuje pojmenování vědecké, mezinárodní, nejčastěji původem z latiny, řečtiny, ale i dalších jazyků (např. Vulpes). Známější rody mají ještě pojmenování národní (české, např. liška). Národní pojmenování vzniklo buď použitím vžitého lidového pojmenování, nebo překladem z latiny, řečtiny apod.
Pro bližší upřesnění se jméno rodu doplňuje jménem druhu – binomické jméno, např. „pampeliška lékařská Taraxacum officinale“. Vědecké, latinské pojmenování rodu se u rostlin i živočichů píše vždy s velkým počátečním písmenem a kurzivou.

## České názvy rodů
Pro některé latinské názvy známých rodů neexistují adekvátní české názvy, protože z historických důvodů se česky pojmenovává přímo druh, např.
- rod Panthera –
  - druh Panthera leo – lev
  - druh Panthera onca – jaguár
  - druh Panthera pardus – levhart skvrnitý
  - druh Panthera tigris – tygr

Častější případ naopak nastává, když více rodů má stejné české rodové jméno, např.
- Euarctos americanus – medvěd baribal
- Selenarctos thibetanus – medvěd ušatý
- Thalarctos maritimus – medvěd lední
- Ursus arctos – medvěd hnědý